# Jagdschloss Ernstthal

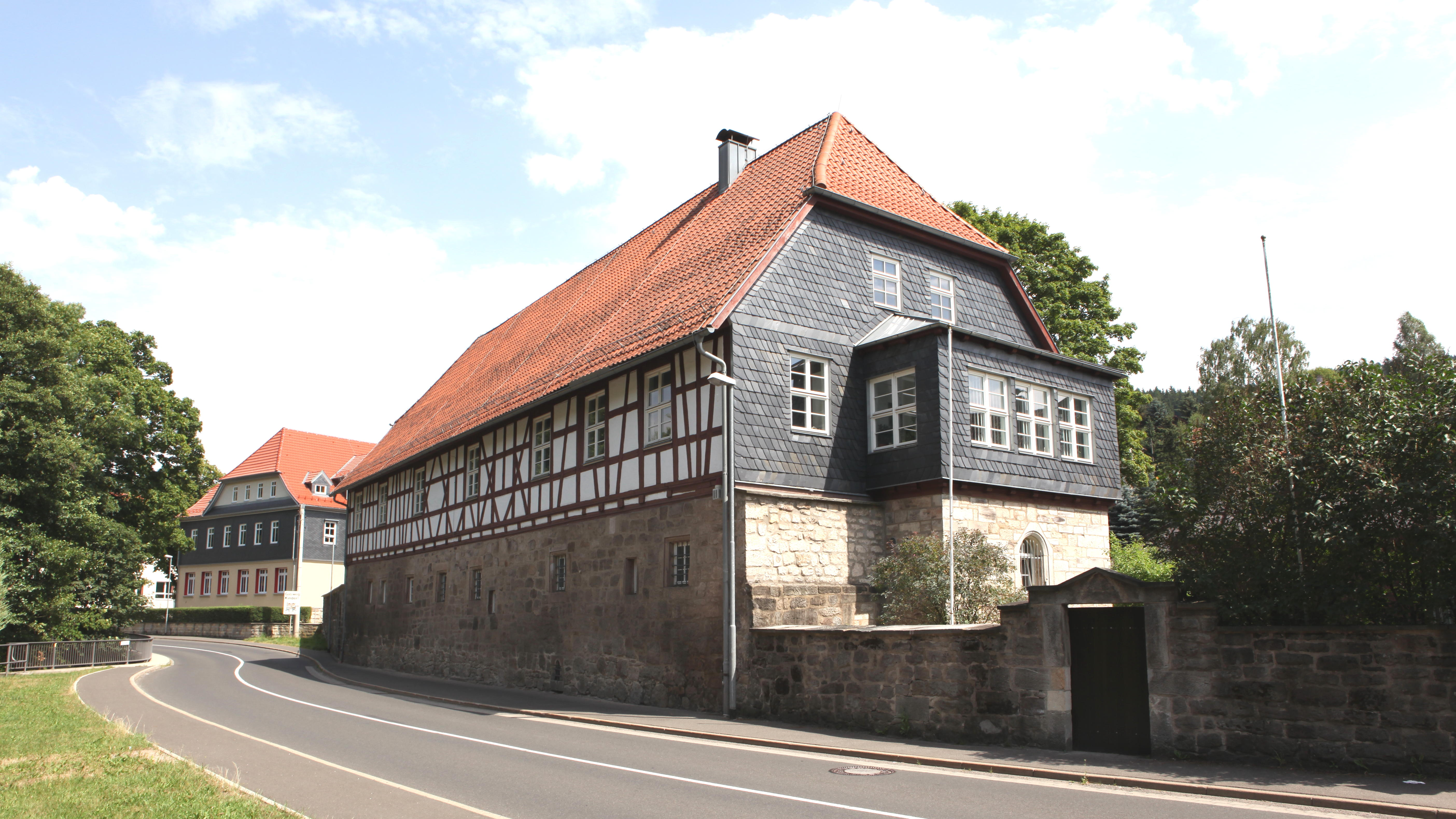
Forstamt Schönbrunn

Das Jagdschloss Ernstthal steht in dem Schönbrunner Ortsteil Ernstthal im Landkreis Hildburghausen in Thüringen.

## Geschichte
Das Bauwerk wurde 1603 als Gutsherrenhaus errichtet und 1757 zum fürstlichen Jagdschloss und Forsthaus umgebaut. Heute ist es Dienstgebäude des Thüringer Forstamtes Schönbrunn.